# 激光诱导击穿光谱

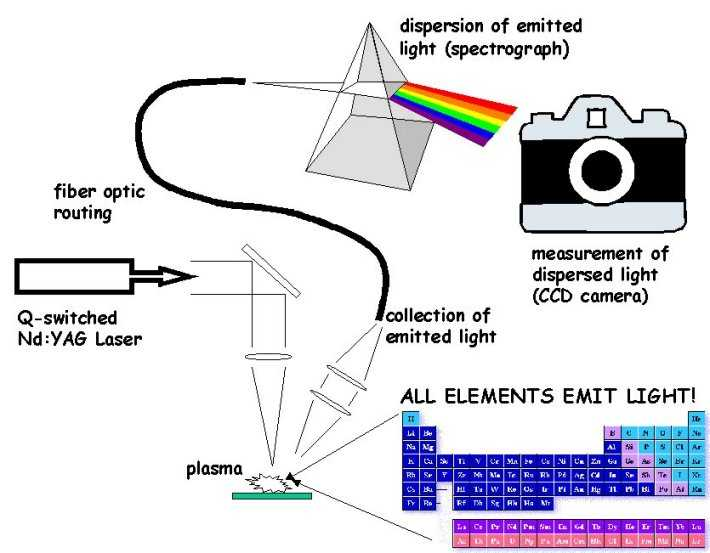
LIBS系统示意图

激光诱导击穿光谱（英語：Laser-induced breakdown spectroscopy，LIBS) 技术通过超短脉冲激光聚焦样品表面形成等离子体，进而对等离子体发射光谱进行分析以确定样品的物质成分及含量。超短脉冲激光聚焦后能量密度较高，可以将任何物态（固态、液态、气态）的样品激发形成等离子体，LIBS技术（原则上）可以分析任何物态的样品，仅受到激光的功率以及摄谱仪＆检测器的灵敏度和波长范围的限制。再者，几乎所有的元素被激发形成等离子体后都会发出特征谱线，因此，LIBS可以分析大多数的元素。如果要分析的材料的成分是已知的，LIBS可用于评估每个构成元素的相对丰度，或监测杂质的存在。在实践中，检测极限是：a）等离子体激发温度的函数，b）光收集窗口，以及c）所观查的过渡谱线的强度。LIBS利用光学发射光谱，并且是该程度非常类似于电弧/火花发射光谱。
LIBS在技术上是非常相似的一些其它基于激光的分析技术，共享许多相同的硬件。这些技术是拉曼光谱学的振动光谱技术，激光诱导荧光（LIF）的荧光光谱技术。实际上，现在设备已经被制造成在单个仪器中结合这些技术，允许样品原子的，分子的和结构的特征研究，以给予物理性质的一个更深入的了解。

## 硬件构成
1064nm Nd:YAG脉冲激光器，脉宽约为10ns，经聚焦后能量密度达到1GW/cm2。
光谱仪包括分光部分和光电转换模块。

## 参阅
- 光谱学
- 拉曼光谱学
- 激光诱导荧光（英语：Laser-induced fluorescence）
- 激光烧蚀（英语：Laser ablation）